# Клеонт (Мещанин во дворянстве)

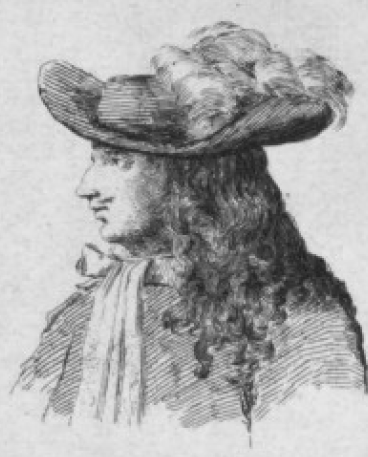
Шарль Варле (Лагранж) — первый исполнитель роли Клеонта

Клеонт (фр. Cléonte) — персонаж комедии-балета «Мещанин во дворянстве» французского драматурга Мольера, созданной в 1670 году. Герой-любовник по сценическому амплуа, благородный представитель третьего сословия по характеру и происхождению, Клеонт влюблён в Люсиль (Lucile), которую её отец Журден (Jourdain), богатый буржуа, страстно стремящийся стать членом светского общества, хочет выдать замуж только за дворянина. Клеонт просит у сумасбродного Журдена руки и сердца Люсиль. Тот спрашивает у молодого человека о его происхождении, на что Клеонт прямолинейно и как человек, знающий себе цену, отвечает: «Я полагаю, что всякий обман бросает тень на порядочного человека. Стыдиться тех, от кого тебе небо судило родиться на свет, блистать в обществе вымышленным титулом, выдавать себя не за то, что ты есть на самом деле, — это, на мой взгляд, признак душевной низости. Разумеется, мои предки занимали почётные должности, сам я с честью прослужил шесть лет в армии, и состояние моё таково, что я надеюсь занять не последнее место в свете, но, со всем тем, я не намерен присваивать себе дворянское звание, несмотря на то, что многие на моём месте сочли бы себя вправе это сделать, и я вам скажу напрямик: я — не дворянин». Учитывая незнатное происхождение, Журден категорически отказывает Клеонту. Хитроумный Ковьель (Covielle), слуга Клеонта, предлагает план, с помощью которого можно обхитрить Журдена. Ковьель лично заинтересован в успехе интриги, так как хочет жениться на служанке Люсиль — Николь. Он переодевается и появляется перед Журденом, которому представляется давним другом его отца. Кроме того, он заявляет, что во Франции находится сын турецкого султана, который до безумия влюблён в Люсиль. Журден говорит, что его дочь, к несчастью, отдаёт предпочтение Клеонту, однако оказывается, что турецкий жених как нельзя кстати оказывается чрезвычайно похож на её избранника. Чтобы устранить неравенство в происхождении между сыном турецкого султана и Журденом, последнему необходимо присвоить титул «мамамуши» (выдуманный Мольером термин). Этой церемонией руководит Клеонт, переодетый на турецкий манер и изъясняющийся на тарабарщине, которую «переводит» Ковьель. Осчастливленный Журден даёт разрешение на брак между турецким вельможей (Клеонтом) и Люсиль, а также Ковьелем и Николь.
На премьере, состоявшейся 14 октября 1670 года в замке Шамбор, роль Клеонта исполнил актёр Шарль Варле (сценический псевдоним Лагранж). Она признаётся одной из лучших в его репертуаре. Выдающимися признаются интерпретации актёров XIX века Проспера Брессана и Луи Арсена Делоне. В пьесе Михаила Булгакова «Полоумный Журден» (1932; дата первой публикации 1965), действие которой происходит в 1670 году в Париже, актёры сначала играют героев труппы Мольера, и лишь после этого роли героев пьесы «Мещанин по дворянстве». Лагранж также играет две роли (себя и Клеонта).

## Характеристика
В традициях французской комедии в «Мещанине во дворянстве» представлены две пары влюблённых: Клеонт и Люсиль, Ковьель и Николь. Историк и писатель Жорж Бордонов предположил, что в образах Клеонта и Люсиль отражены некоторые мотивы из жизни Мольера, в частности, его сложные отношения с женой — актрисой Армандой Бежар. «Встреча и ссора влюблённых написаны необыкновенно живо; эта сцена словно принадлежит уже XVIII веку, перу Мариво или Бомарше. Кончается она красноречивой репликой: „Ах, Люсиль, вам стоит сказать одно только слово — и волнения души моей тотчас же утихают! Как легко убеждают нас те, кого мы любим!“». В этой реплике, по мнению Бордонова, прослеживается или просто характер персонажа, или же скрытые чувства драматурга, в котором, возможно, «минутная нежность Арманды вновь пробудила какую-то надежду?».
Клеонт является благородным представителем третьего сословия: он честен и щепетилен, презирает ложь и обман, это привлекательный для автора персонаж. По мнению составителей «Большой энциклопедии литературных героев», молодой человек олицетворяет идеал «возлюбленного» в понимании Мольера. Клеонт бескорыстен, обладает превосходными манерами, деликатен, прост в общении, однако из любви к Люсиль «он вынужден напяливать на себя смешную одежду, в которой станет зятем господина Журдена. Образ большой психологической правды в конце как бы потеряется в невероятном маскараде, который венчает голубую мечту дворянина». Литературовед Владимир Луков также отмечал благородство Клеонта, чьи гордые слова в ответе Журдену о незнатном происхождении являются выражением ключевой идеи произведения. Однако ради любви он вынужден переступить через себя и участвовать в плутовстве в отношении своей возлюбленной. «Обман удался, но в конечном счёте побеждает Журден, потому что вынудил честных людей, своих родных и слуг вопреки их честности и порядочности идти на обман. Под влиянием Журденов мир изменяется. Это мир буржуазной ограниченности, мир, где властвуют деньги», — подчёркивал Луков. Вместе с тем авторская идеализация героя, отмечается в литературе, лишила его индивидуализированных черт, сделала типичным положительным представителем французской классицистической драматургии.